# Драган Кеса
Драган Кеса (енгл. Dragan "Dan" Kesa; Ванкувер 23. новембар 1971) је бивши канадски професионални хокејаш српског порекла који је наступао у НХЛ-у за Далас старсе, Питсбург пенгвинсе, Ванкувер канаксе и Тампа беј лајтнингсе. Играо је на позицији десног крила.

## Историја
Драган Кеса је рођен у Ванкуверу 1971. године. У јуниорској конкуренцији играо је за Ричмонд сокајсе и Принц Алберт рајдерсе. На драфту се појавио 1991. године где су га као 95. пика изабрали Ванкувер канакси. Пре него што је почео играти у НХЛ лиги две сезоне је провео играјући за Хамилтон канаксе, а за Ванкувер је дебитовао у сезони 1993/94, а за оавј тим је одиграо 19 утакмица, постигао 2 гола и имао 4 асистенција.
Од 1994. до 1998. године углавном је играо у нижим лигама од НХЛ-а, осим у сезони 1995/96 када је одиграо три меча у Далас старсима, али без значајнијег учинка. Повратак у најјачу хокејашку лигу уследио је у сезони 1998/99 када је за Питсбург пенгвинсе у регуларном делу првенства одиграо 67 утакмица, постигао 2 гола и имао 8 асистенција. За пенгвинсе је одиграо и један меч у плеј-офу. Следеће сезоне прешао је у Тампа беј лајтнингсе где је одиграо 50 мечева оставривши 14 поена, 4 гола и 10 асистенција.
Последње две сезоне играо је у Европи. У сезони 2001/02 наступао је у Русијi за Авангард из Омска, а каријеру је завршио у Вијена капиталсима у Аустријској хокејашкој лиги.
Водио је као тренер српску екипу Беостар и младу репрезентацију Србије.
Драган Кеса је рођени ујак хокејаша Милана Лучића.

## Статистика
| 1992/93    | Хамилтон канакси     | АХЛ        | 62  | 16 | 24 | 40 | 76 | —  | —  | — | —  | —  |
| 1993/94    | Хамилтон канакси     | АХЛ        | 53  | 37 | 33 | 70 | 33 | 4  | 1  | 4 | 5  | 4  |
| 1994/95    | Ванкувер канакси     | НХЛ        | 19  | 2  | 4  | 6  | 18 | —  | —  | — | —  | —  |
| 1994/95    | Сиракуза кранчси     | АХЛ        | 70  | 34 | 44 | 78 | 81 | —  | —  | — | —  | —  |
| 1995/96    |                      | ИХЛ        | 15  | 4  | 11 | 15 | 22 | —  | —  | — | —  | —  |
| 1995/96    | Детроит вајперси     | ИХЛ        | 27  | 9  | 6  | 15 | 22 | 12 | 6  | 4 | 10 | 4  |
| 1995/96    | Спрингфилд фалконси  | АХЛ        | 22  | 10 | 5  | 15 | 13 | —  | —  | — | —  | —  |
| 1995/96    | Далас старси         | НХЛ        | 3   | 0  | 0  | 0  | 0  | —  | —  | — | —  | —  |
| 1996/97    | Детроит вајперси     | ИХЛ        | 60  | 22 | 21 | 43 | 19 | 20 | 7  | 5 | 12 | 20 |
| 1997/98    | Детроит вајперси     | ИХЛ        | 76  | 40 | 37 | 77 | 40 | 20 | 13 | 5 | 18 | 14 |
| 1998/99    | Питсбург пенгвинси   | НХЛ        | 67  | 2  | 8  | 10 | 27 | 13 | 1  | 0 | 1  | 0  |
| 1998/09    | Детроит вајперси     | ИХЛ        | 8   | 3  | 5  | 8  | 12 | —  | —  | — | —  | —  |
| 1999/00    | Тампа беј лајтнингси | НХЛ        | 50  | 4  | 10 | 14 | 21 | —  | —  | — | —  | —  |
| 1999/00    | Детроит вајперси     | ИХЛ        | 5   | 3  | 0  | 3  | 2  | —  | —  | — | —  | —  |
| 1999/00    | Манитоба мус         | ИХЛ        | 1   | 0  | 0  | 0  | 0  | —  | —  | — | —  | —  |
| 2000/01    | Манитоба мус         | ИХЛ        | 79  | 16 | 31 | 47 | 48 | 13 | 2  | 3 | 5  | 12 |
| 2001/02    | Авангард Омск        | РСЛ        | 9   | 0  | 1  | 1  | 4  | —  | —  | — | —  | —  |
| 2002/03    | Вијена капиталс      | ХЛА        | 9   | 0  | 1  | 1  | 4  | —  | —  | — | —  | —  |
| НХЛ укупно | НХЛ укупно           | НХЛ укупно | 139 | 8  | 22 | 30 | 66 | 13 | 1  | 0 | 1  | 0  |

ОУ = одигране утакмице, Г = голови, А = асистенције, П = поени КМ = казнени минути